# Jan Józef Malczewski
Jan Józef Malczewski herbu Tarnawa (ur. 1768, zm. 1808 w Dubnie) – starszy syn Ignacego i Antoniny z Duninów. Brat Franciszka Ksawerego.
Ojciec poety Antoniego (autora poematu Maria) i generała Konstantego. Właściciel dóbr Kniahinin koło Dubna na Wołyniu.

## Służba wojskowa
Szef 5 Pułku Przedniej Straży - 17 listopada 1788 (zamienił się na oddziały z Józefem Lubomirskim). W latach 1787–1793 dowódca 12 Regimentu Pieszego Koronnego walczącego w wojnie 1792 roku. Przystąpił do Konfederacji Targowickiej. Generał wojsk rosyjskich od 1793 r.

## Rodzina
Żona Konstancja z Błeszyńskich (ślub w 1793, zmarła 1800). Dzieci: Antoni, Konstanty, Honorata. Po raz drugi żonaty ze Stadnicką, z którą miał córkę Karolinę. Karolina Malczewska została wcześnie wydana za rosyjskiego generała-majora niemieckiego pochodzenia, barona von Kulmann, i wcześnie też owdowiała. Mieszkała w Dubnie, a później w Warszawie, gdzie w 1835 została poparzona i zmarła.
| 4. Antoni Malczewski                                                |  |                               |  |  |                         |
|                                                                     |  | 2. Ignacy Malczewski (regent) |  |  |                         |
| 5. Marianna Dobrzyńska                                              |  |                               |  |  |                         |
|                                                                     |  |                               |  |  | 1. Jan Józef Malczewski |
| 6. Świętosław Piotr Dunin                                           |  |                               |  |  |                         |
|                                                                     |  | 3. Antonina Dunin             |  |  |                         |
| 7. Fryderyka von Rochlitz (córka Jana Jerzego IV z nieprawego łoża) |  |                               |  |  |                         |
|                                                                     |  |                               |  |  |                         |